# Валицкий, Александр
Алекса́ндр Вали́цкий (8 февраля 1826, Вильно — 1 июня 1893) — литератор, музыкальный критик.

## Биография
Окончил Слуцкую гимназию, затем Московский (по другим сведениям Харьковский) университет.
Обучался музыке в Слуцке и Вильно, выступал на концертах как певец, исполнял песни С.Монюшки.
В Минске владел книжной лавкой (конец 1850 — начало 1860-х годах), вокруг которой группировалась прогрессивная интеллигенция.
За участие в антиправительственных демонстрациях, в 1863 году сослан в Тамбов.
С 1868 года проживал в Польше.
В 1890-1893 годах работал в библиотеке и архиве Радзивиллов в Несвиже.
Дружил с Винцетом Дуниным-Марцинкевичем.
В 1889 году Янке Лучине оказал помощь в издании очерка поэта «С кровавых дней».

## Творчество
Автор монографии «Станислав Монюшко» (1873), где подробно описал связи композитора с общественностью Минска.
Согласно воспоминаниям Ромуальда Зенкевича, писал на белорусском языке (произведения не сохранились) под псевдонимом Мистюк (у Е.Карского — Миншук).
В работе «Наши ошибки в разговоре и письме…» (1886), описал белоруссизмы в польском языке.